# Camós
Camós ist eine katalanische Gemeinde mit 711 Einwohnern (Stand: 2024) in der Provinz Girona im Nordosten Spaniens. Sie ist Teil der Comarca Pla de l’Estany. Die Gemeinde besteht aus den Ortschaften San Vicente de Camós (Sant Vicenç de Camós) und Santa María de Camós. Der Verwaltungssitz befindet sich in Sant Vicenç de Camós.

## Geographische Lage
Camós liegt etwa 13 Kilometer nordnordwestlich von Girona in einer Höhe von ca. 215 m. 

## Geschichte
In der Gemarkung Vilauba fand sich 1932 bei Ausgrabungen eine römische Villa.

## Bevölkerungsentwicklung
| Jahr      | 1970 | 1981 | 1991 | 2001 | 2011 | 2021 |
| Einwohner | 571  | 635  | 611  | 638  | 682  | 711  |

## Sehenswürdigkeiten

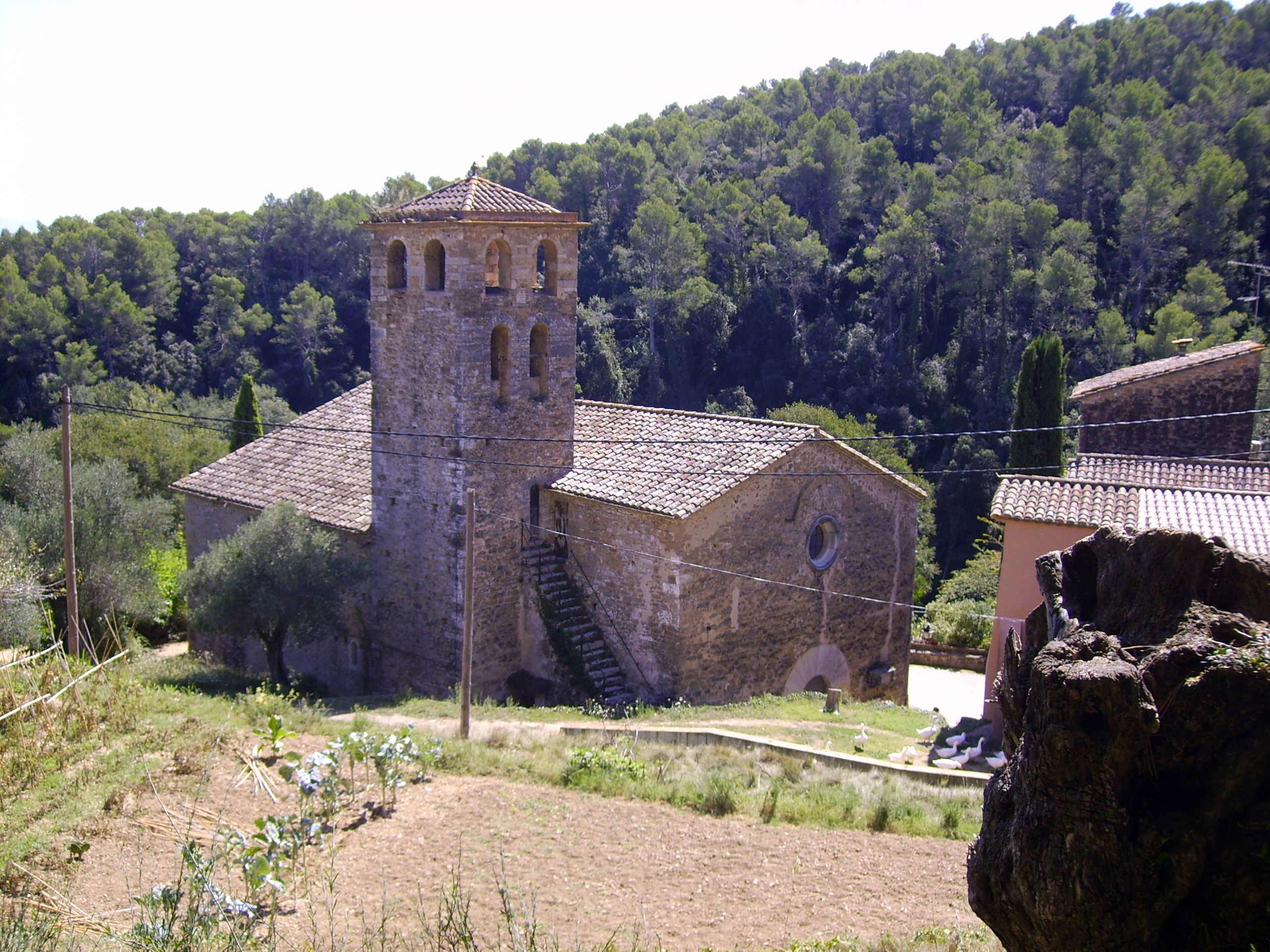
Vinzenzkirche
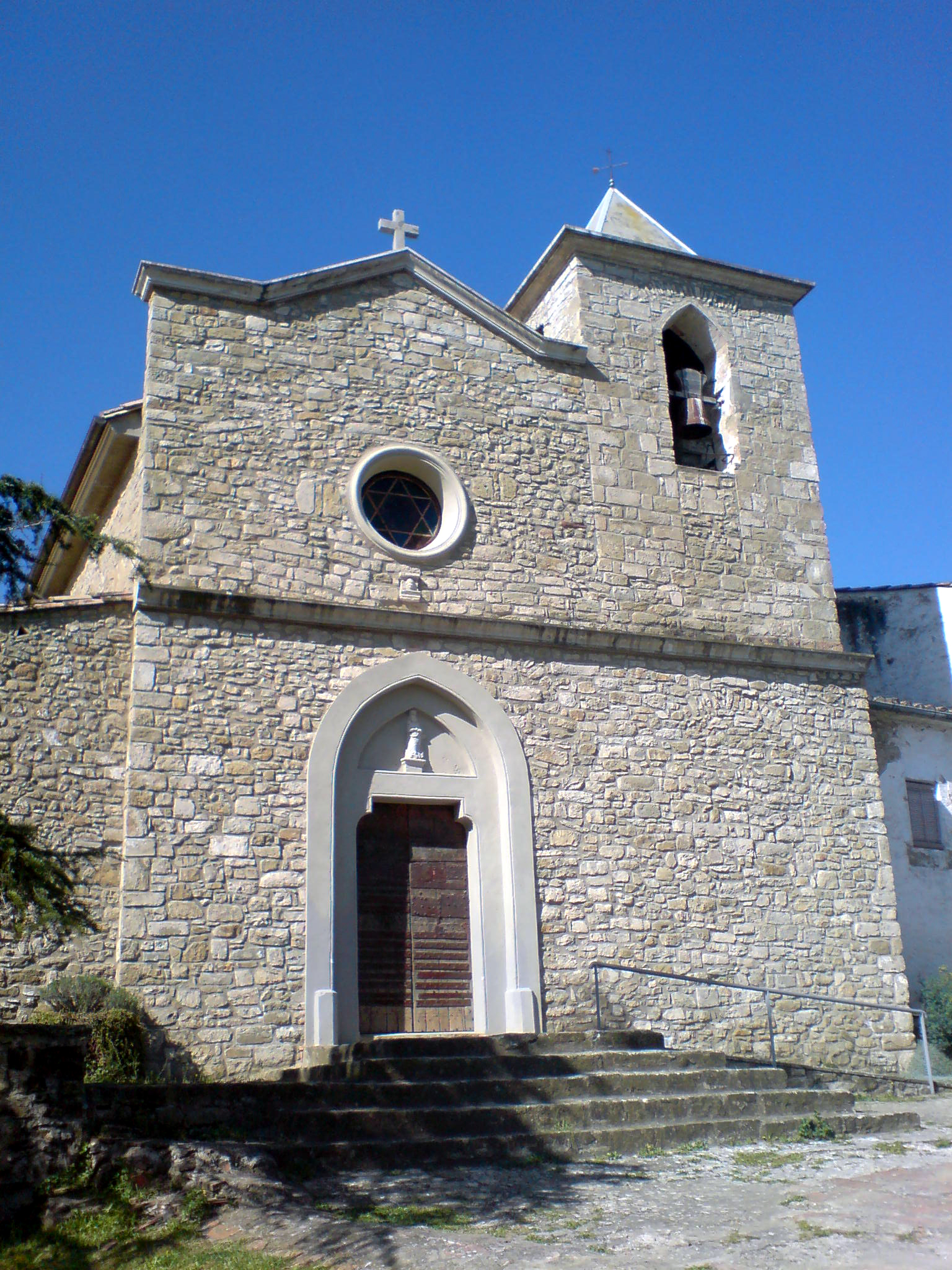
Marienkirche
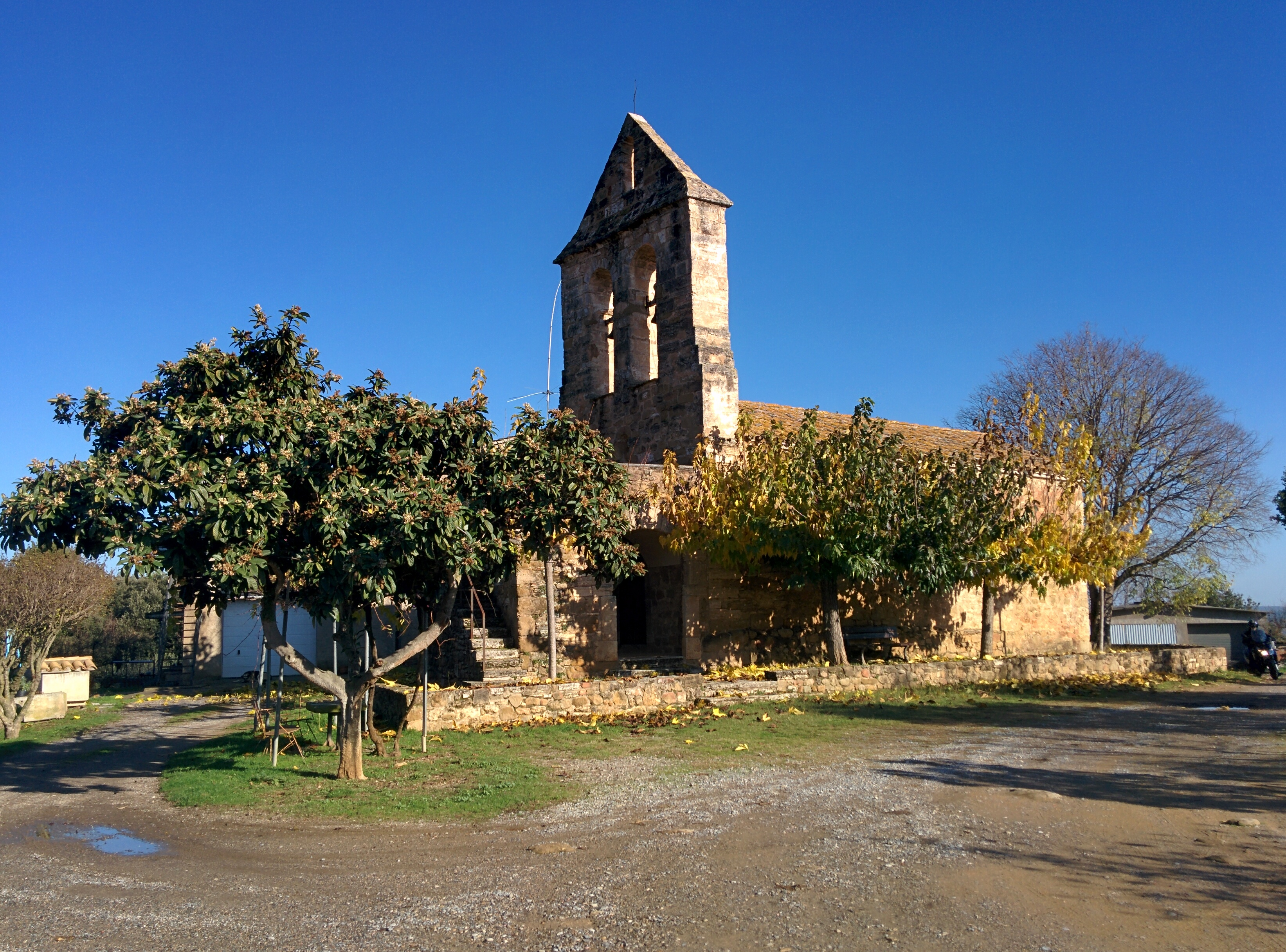
Magdalenenkapelle

- Vinzenzkirche
- Marienkirche
- Magdalenenkapelle